# Masopust (album)
Masopust (1986) je první studiové album Nerezu. Vyšlo pět let po založení skupiny. Obsahuje 11 písniček. Začíná hitem Tisíc dnů mezi námi, který předtím vyšel už na sampleru Porta '83 a na singlu. Nahrávky pro album vznikaly po dlouhou dobu, od roku 1982. Většina byla pořízena v Československém rozhlase Hradec Králové ve studiu Jednota (říjen 1982 – 10; září 1983 – 1, 2, 7, 9; červenec 1985 – 4; srpen 1985 – 3, 5; říjen 1985 – 6, 8). Poslední nahrávka byla vyrobena v Praze ve studiu ZK Motorlet v únoru 1986.
Obal vytvořil Jiří Voves.
Album vyšlo v roce 1995 v rámci Nerez antologie, mezi skladbu Pozdě na večeři a Masopust byla ještě jako bonus zařazena píseň Stojánky na svíčky (Zdeněk Vřešťál, Vít Sázavský / Zuzana Navarová), která pochází z doby nahrávání alba Masopust (byla nahrána v říjnu 1982 v Hradci Králové), na album se však nedostala. Obal alba vytvořil Michal Cihlář s použitím původního obalu. Masopust vyšel také v rámci kompilace …a bastafidli! (2007).
Řada písní z alba vyšla na koncertním CD Stará láska Nerez a vy (1993).

## Písně
1. Tisíc dnů mezi námi (Zdeněk Vřešťál, Vít Sázavský / Zdeněk Vřešťál)
2. Samba v dešti (Zuzana Navarová, Vít Sázavský / Zuzana Navarová)
3. Javor (Zdeněk Vřešťál)
4. Kolovrátek (Zdeněk Vřešťál, Vít Sázavský / Zdeněk Vřešťál)
5. Pozdě na večeři (Zuzana Navarová)
6. Masopust (Zuzana Navarová, Vít Sázavský / Zuzana Navarová)
7. Deštíček (Zdeněk Vřešťál, Vít Sázavský / Zdeněk Vřešťál)
8. Kočky (Zuzana Navarová)
9. Hlava v krupobití (Zdeněk Vřešťál, Vít Sázavský / Zdeněk Vřešťál)
10. Písmenka (Zuzana Navarová)
11. Do posledního dechu (Zdeněk Vřešťál)

## Obsazení

### Nerez
- Zuzana Navarová – zpěv sólo (1, 2, 5, 8-11), sbor (1, 3, 4, 6), tamburína (1), lusky framboyanu (1), maracas (2), cabasa (4), cymbals (3), claves (5), rejže (10)
- Vít Sázavský – zpěv sólo (1, 4, 5, 6, 8, 11), sbor (1, 2, 3, 6, 7, 9, 10), kytara (1, 2, 4-11), cembalo (7), cencerro (4), zvonečky (7), aranžmá
- Zdeněk Vřešťál – zpěv sólo (3, 7, 9, 11), sbor (1, 2, 4, 6, 10), kytara (3, 5, 7, 9, 11), metalofon (1), cabasa (7)
- Vladimír Vytiska – kontrabas (1, 2, 3, 4, 6, 8-11), ago'go (5, 6), buben Vašek (3)

### Hosté
- Andrej Kolář – darbuka (1, 2, 9, 10)
- Václav Bratrych – tenorsaxofon (8)
- Josef Tázler – akordeon (3)
- Jaroslav Cikryt – činely (3)